# Fluxo reverso de elétrons
O fluxo reverso de elétrons (também conhecido como transporte reverso de elétrons ) é um mecanismo do metabolismo microbiano . Quimiolitotróficos usando um doador de elétrons com um potencial redux mais alto do que NAD (P) + / NAD (P) H, como nitrito ou compostos de enxofre, devem usar energia para reduzir NAD (P) +. Essa energia é fornecida pelo consumo da força motriz do próton para conduzir os elétrons na direção reversa através de uma cadeia de transporte de elétrons e é, portanto, o processo reverso ao transporte de elétrons para a frente. Em alguns casos, a energia consumida no transporte reverso de elétrons é cinco vezes maior do que a energia ganha no processo direto. Os autotróficos podem usar este processo para fornecer energia redutora para a fixação de carbono inorgânico.